# Estadio Pendik
El Pendik Stadyumu (también llamado Pendik Stadı, mediante acuerdo de patrocinio Siltaş Yapı Pendik Stadyumu ) es un estadio de fútbol en el distrito de Pendik de la ciudad de Estambul, Turquía. Es la sede del club de fútbol Pendikspor, que en 2023 ascendió por primera vez a la Süper Lig de primera categoría.

## Historia

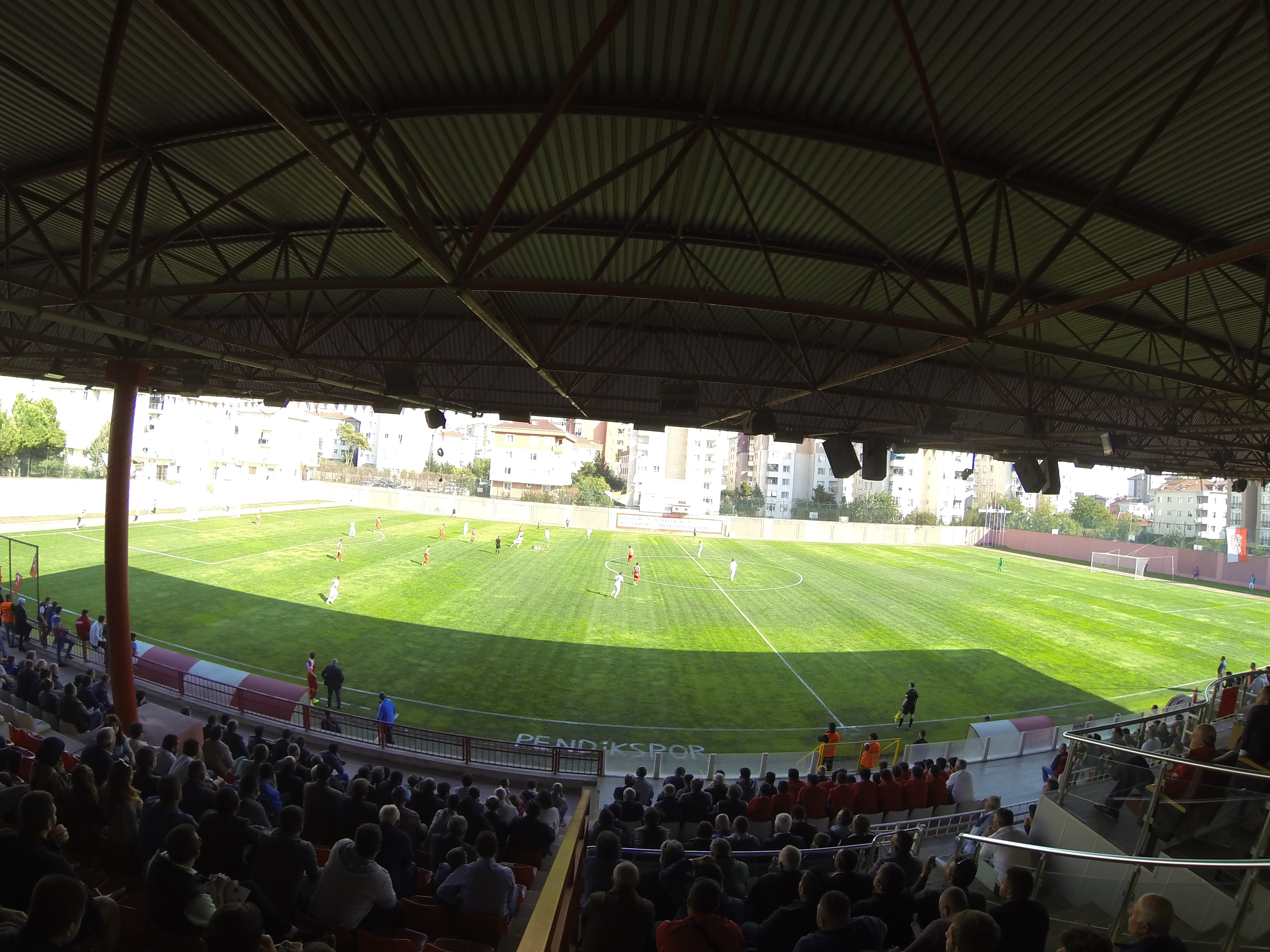
Vista del campo (octubre de 2016)

El estadio, inaugurado en 1993, ofrece 2.500 asientos para espectadores en su tribuna principal, algunos de los cuales están cubiertos.
Después del ascenso del Pendikspor a la TFF 1.ª Lig de segunda división en 2022, las instalaciones deportivas fueron renovadas y adaptadas a las necesidades de la liga. Así es como, entre otras cosas, Se instaló un sistema de iluminación LED de Philips. 
El club firmó un contrato con la empresa constructora Siltaş Yapı sobre el nombre del estadio. Las obras del estadio para cumplir con los estándares de la Süper Lig comenzarán en el verano de 2023. Por lo tanto, el Pendikspor tiene que jugar los dos primeros partidos en casa, en la primera jornada contra Hatayspor y en la cuarta jornada contra Alanyaspor, en el Ümraniye Belediyesi Şehir Stadı de Ümraniye.

## Enlaces web
- sporenvanteri.ibb.istanbul: Estadio Pendik (inglés)
- tff.org: Pendik Stadyumu (turco)
- europlan-online.de: Estadio Pendik – Pendik
- transfermarkt.de: Pendikspor